# Julian Frączkiewicz
Julian Frączkiewicz (ur. 29 stycznia 1933 w Budomierzu) – polski działacz partyjny i państwowy, w latach 1975–1979 wicewojewoda krośnieński.

## Życiorys
Syn Antoniego i Elżbiety. W 1959 wstąpił do Polskiej Zjednoczonej Partii Robotniczej. Od czerwca 1975 do ok. stycznia 1978 zajmował stanowisko wicewojewody krośnieńskiego. W latach 1980–1981 był sekretarzem i członkiem egzekutywy Komitetu Wojewódzkiego PZPR w Krośnie.